# M-トルイル酸
m-トルイル酸（メタ トルイルさん）は、芳香族化合物である。安息香酸の3位にメチル基が結合した構造で、3-メチル安息香酸とも呼ばれる。

## 合成
実験室では、硝酸または過マンガン酸カリウムのいずれかと共にm-キシレンを還流させ、メチル基の1つをカルボキシ基に酸化することで合成されることが多い。

## 用途
虫よけ剤のディート（DEET、N,N-ジエチル-3-メチルベンズアミド）の前駆体となる。